# Diego Luzuriaga
Diego Luzuriaga (Loja, 20 de octubre de 1955) es un compositor y escritor ecuatoriano. Ha publicado el poemario “Sobre la felicidad” y “Cuentos de un músico retirado” (Editorial Cactus Pink, 2018)
Su ópera Manuela y Bolívar (estrenada en noviembre de 2006 en el Teatro Nacional Sucre de Quito), fue la primera ópera ecuatoriana en ser escenificada. La ópera cuenta la historia de amor entre Manuela Sáenz (ícono feminista ecuatoriano) y el libertador  Simón Bolívar, sucedida a comienzos del siglo XIX. La obra gozó de gran acogida.
Su música de concierto muestra influencias de la música andina y también de la música espectral francesa y minimalista norteamericana. Su obra orquestal "Responsorio"  ha sido interpretada por varias orquestas sinfónicas internacionales (Philadelphia Symphony, Chicago Symphony, Atlanta Symphony, Baltimore Symphony, Fort Worth Symphony) y grabada por la Norwegian Radio Orchestra en el CD “New South American Discoveries”. La obra ha sido incluida en el proyecto "Caminos del Inka", creado y dirigido por Miguel Harth-Bedoya. Su cantata “El Niño de los Andes”, encargo de Philip Brunelle and his choir VocalEssencce, was premiered in Minneapolis in December 2008.
Luzuriaga compuso dos cantatas de gran formato sobre la historia de Quito: “Resurrección en Quito”, estrenada en el 2003 en el Teatro Nacional Sucre, y “Quito Mítico”, estrenada en el 2005 en el Teatro Casa de la Cultura de Quito). Luzuriaga ha recibido encargos de la Orquesta Sinfónica de Tokio, del Ensemble Contemporain de París, del Cuarteto Latinoamericano, del dúo Aurele Nicolet - Robert Aitken.
Compuso música para las películas Entre Marx y una mujer desnuda y 1809-1810: Mientras Llega el Día dirigídas por su hermano Camilo Luzuriaga.
Ha compuesto tanto música clásica contemporánea como música popular.

## Obras
- Cuentos de un músico retirado.[9][10]

## Educación
Luzuriaga se licenció en arquitectura en la Universidad Central del Ecuador en Quito, antes de continuar su educación musical en la École Normale de París, la Manhattan School of Music de Nueva York y la Universidad de Columbia. Se graduó de doctor en música en la  Columbia University de New York.

## Condecoraciones
En 2006 obtuvo el Premio Eugenio Espejo, que es el más alto reconocimiento a un artista ecuatoriano, otorgado por el presidente de la república. En 1993 recibió el premio (fellowship) de la Guggenheim Foundation en la categoría de composición musical.